# Labeobarbus
Labeobarbus is een geslacht van straalvinnige vissen uit de familie van eigenlijke karpers (Cyprinidae).

## Soorten
- Labeobarbus acuticeps (Matthes, 1959)
- Labeobarbus acutirostris (Bini, 1940)
- Labeobarbus aeneus (Burchell, 1822)
- Labeobarbus alluaudi (Pellegrin, 1909)
- Labeobarbus altianalis (Boulenger, 1900)
- Labeobarbus altipinnis (Banister & Poll, 1973)
- Labeobarbus ansorgii (Boulenger, 1906)
- Labeobarbus aspius (Boulenger, 1912)
- Labeobarbus axelrodi (Getahun, Stiassny & Teugels, 2004)
- Labeobarbus batesii (Boulenger, 1903)
- Labeobarbus beso (Rüppell, 1835)
- Labeobarbus boulengeri Vreven, Musschoot, Snoeks & Schliewen, 2016
- Labeobarbus brauni (Pellegrin, 1935)
- Labeobarbus brevicauda (Keilhack, 1908)
- Labeobarbus brevicephalus (Nagelkerke & Sibbing, 1997)
- Labeobarbus brevispinis (Holly, 1927)
- Labeobarbus bynni (Forsskål, 1775)
- Labeobarbus capensis (Smith, 1841)
- Labeobarbus cardozoi (Boulenger, 1912)
- Labeobarbus caudovittatus (Boulenger, 1902)
- Labeobarbus clarkeae (Banister, 1984)
- Labeobarbus codringtonii (Boulenger, 1908)
- Labeobarbus compiniei (Sauvage, 1879)
- Labeobarbus crassibarbis (Nagelkerke & Sibbing, 1997)
- Labeobarbus dainellii (Bini, 1940)
- Labeobarbus dartevellei (Poll, 1945)
- Labeobarbus dimidiatus (Tweddle & Skelton, 1998)
- Labeobarbus ensifer Boulenger, 1910
- Labeobarbus ensis (Boulenger, 1910)
- Labeobarbus ethiopicus (Zolezzi, 1939)
- Labeobarbus fasolt (Pappenheim, 1914)
- Labeobarbus fimbriatus (Holly, 1926)
- Labeobarbus gananensis (Vinciguerra, 1895)
- Labeobarbus gestetneri (Banister & Bailey, 1979)
- Labeobarbus girardi (Boulenger, 1910)
- Labeobarbus gorgorensis (Bini, 1940)
- Labeobarbus gorguari (Rüppell, 1835)
- Labeobarbus gruveli (Pellegrin, 1911)
- Labeobarbus gulielmi (Boulenger, 1910)
- Labeobarbus habereri (Steindachner, 1912)
- Labeobarbus huloti (Banister, 1976)
- Labeobarbus humphri (Banister, 1976)
- Labeobarbus intermedius (Rüppell, 1835)
- Labeobarbus iphthimostoma (Banister & Poll, 1973)
- Labeobarbus iturii (Holly, 1929)
- Labeobarbus jaegeri (Holly, 1930)
- Labeobarbus johnstonii (Boulenger, 1907)
- Labeobarbus jubae (Banister, 1984)
- Labeobarbus jubbi (Poll, 1967)
- Labeobarbus kimberleyensis (Gilchrist & Thompson, 1913)
- Labeobarbus lagensis (Günther, 1868)
- Labeobarbus latirostris (Keilhack, 1908)
- Labeobarbus leleupanus (Matthes, 1959)
- Labeobarbus litamba (Keilhack, 1908)
- Labeobarbus longidorsalis (Pellegrin, 1935)
- Labeobarbus longifilis (Pellegrin, 1935)
- Labeobarbus longissimus (Nagelkerke & Sibbing, 1997)
- Labeobarbus lucius (Boulenger, 1910)
- Labeobarbus lufupensis (Banister & Bailey, 1979)
- Labeobarbus macroceps (Fowler, 1936)
- Labeobarbus macrolepidotus (Pellegrin, 1928)
- Labeobarbus macrolepis (Pfeffer, 1889)
- Labeobarbus macrophtalmus (Bini, 1940)
- Labeobarbus malacanthus (Pappenheim, 1911)
- Labeobarbus marequensis (Smith, 1841)
- Labeobarbus mariae (Holly, 1926)
- Labeobarbus maroccanus (Günther, 1902)
- Labeobarbus matris (Holly, 1928)
- Labeobarbus mawambi (Pappenheim, 1914)
- Labeobarbus mawambiensis (Steindachner, 1911)
- Labeobarbus mbami (Holly, 1927)
- Labeobarbus megastoma (Nagelkerke & Sibbing, 1997)
- Labeobarbus microbarbis (David & Poll, 1937)
- Labeobarbus micronema (Boulenger, 1904)
- Labeobarbus microterolepis (Boulenger, 1902)
- Labeobarbus mirabilis (Pappenheim, 1914)
- Labeobarbus mungoensis (Trewavas, 1974)
- Labeobarbus nanningsi de Beaufort, 1933
- Labeobarbus natalensis (Castelnau, 1861)
- Labeobarbus nedgia Rüppell, 1835
- Labeobarbus nelspruitensis (Gilchrist & Thompson, 1911)
- Labeobarbus nthuwa Tweddle & Skelton, 2008
- Labeobarbus osseensis (Nagelkerke & Sibbing, 2000)
- Labeobarbus oxyrhynchus (Pfeffer, 1889)
- Labeobarbus pagenstecheri Fischer, 1884
- Labeobarbus parawaldroni (Lévêque, Thys van den Audenaerde & Traoré, 1987)
- Labeobarbus paucisquamatus (Pellegrin, 1935)
- Labeobarbus pellegrini (Bertin & Estève, 1948)
- Labeobarbus petitjeani Daget, 1962
- Labeobarbus platydorsus (Nagelkerke & Sibbing, 1997)
- Labeobarbus platyrhinus (Boulenger, 1900)
- Labeobarbus platystomus (Pappenheim, 1914)
- Labeobarbus pojeri (Poll, 1944)
- Labeobarbus polylepis (Boulenger, 1907)
- Labeobarbus progenys (Boulenger, 1903)
- Labeobarbus pungweensis (Jubb, 1959)
- Labeobarbus reinii (Günther, 1874)
- Labeobarbus rhinoceros (Copley, 1938)
- Labeobarbus rhinophorus (Boulenger, 1910)
- Labeobarbus robertsi (Banister, 1984)
- Labeobarbus rocadasi (Boulenger, 1910)
- Labeobarbus rosae (Boulenger, 1910)
- Labeobarbus roylii (Boulenger, 1912)
- Labeobarbus ruandae (Pappenheim, 1914)
- Labeobarbus ruasae (Pappenheim, 1914)
- Labeobarbus ruwenzorii (Pellegrin, 1909)
- Labeobarbus sacratus (Daget, 1963)
- Labeobarbus sandersi (Boulenger, 1912)
- Labeobarbus seeberi (Gilchrist & Thompson, 1913)
- Labeobarbus semireticulatus (Pellegrin, 1924)
- Labeobarbus somereni (Boulenger, 1911)
- Labeobarbus stappersii (Boulenger, 1915)
- Labeobarbus steindachneri (Boulenger, 1910)
- Labeobarbus stenostoma (Boulenger, 1910)
- Labeobarbus surkis (Rüppell, 1835)
- Labeobarbus tornieri (Steindachner, 1906)
- Labeobarbus trachypterus (Boulenger, 1915)
- Labeobarbus tropidolepis (Boulenger, 1900)
- Labeobarbus truttiformis (Nagelkerke & Sibbing, 1997)
- Labeobarbus tsanensis (Nagelkerke & Sibbing, 1997)
- Labeobarbus upembensis (Banister & Bailey, 1979)
- Labeobarbus urotaenia (Boulenger, 1913)
- Labeobarbus varicostoma (Boulenger, 1910)
- Labeobarbus versluysii (Holly, 1929)
- Labeobarbus werneri (Holly, 1929)
- Labeobarbus wittei (Banister & Poll, 1973)
- Labeobarbus wurtzi (Pellegrin, 1908)
- Labeobarbus xyrocheilus (Tweddle & Skelton, 1998)